# 37e législature de la Colombie-Britannique

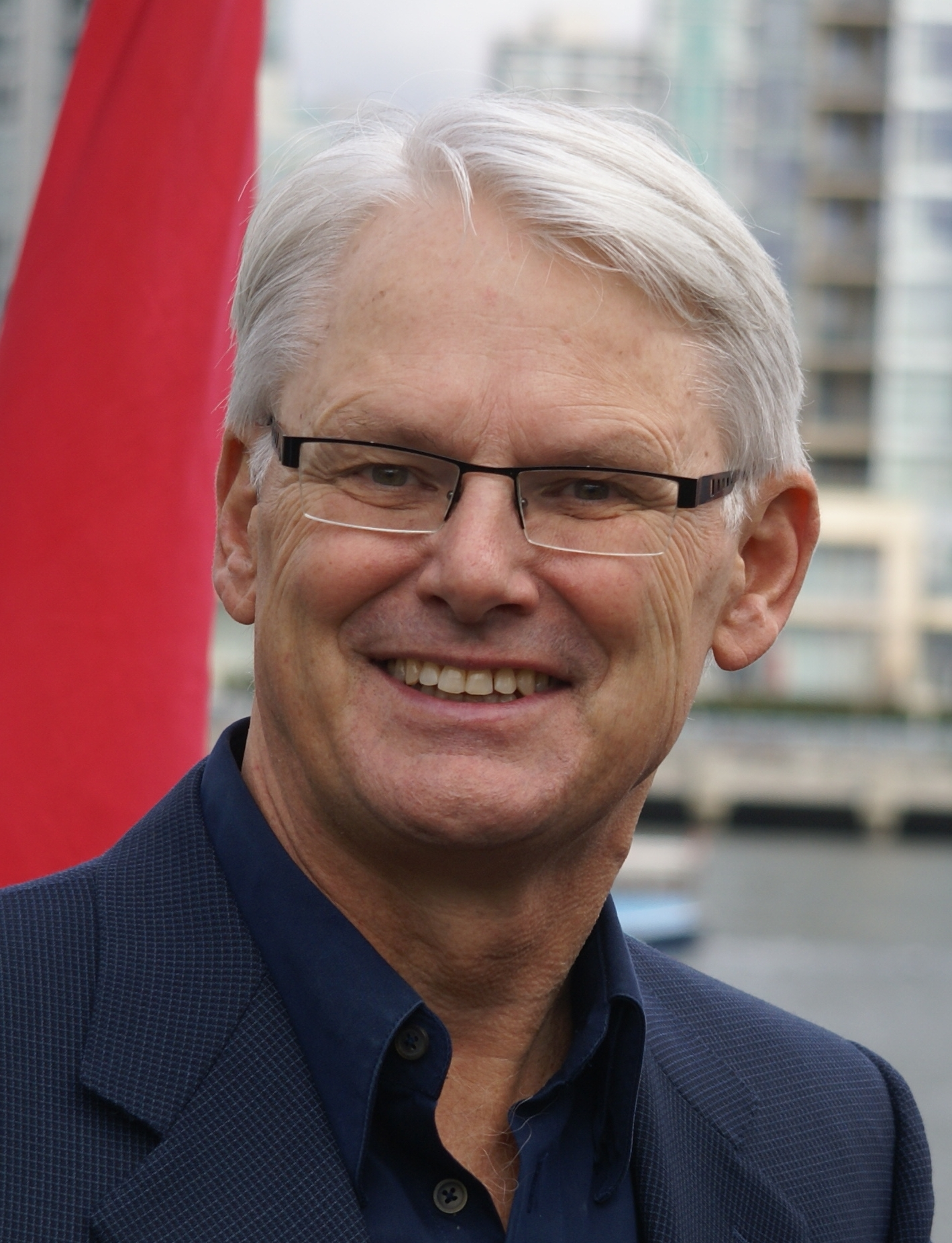
Gordon Campbell, premier ministre (2001-2011).

La 37e législature de la Colombie-Britannique a siégé de 2001 à 2005. Ses membres sont élus lors de l'élection générale de 2001. Le Parti libéral de la Colombie-Britannique de Gordon Campbell forme un gouvernement majoritaire.

## Membre de la 37elégislature
| Député | Député               | Circonscription               | Parti         |
| ------ | -------------------- | ----------------------------- | ------------- |
|        | John van Dongen      | Abbotsford-Clayburn           | Libéral       |
|        | Mike de Jong         | Abbotsford-Mount Lehman       | Libéral       |
|        | Gillian Trumper      | Alberni-Qualicum              | Libéral       |
|        | Dennis MacKay        | Bulkley Valley-Stikine        | Libéral       |
|        | Richard Lee          | Burnaby North                 | Libéral       |
|        | Patty Sahota         | Burnaby-Edmonds               | Libéral       |
|        | John Nuraney         | Burnaby-Willingdon            | Libéral       |
|        | Harry Bloy           | Burquitlam                    | Libéral       |
|        | John D. Wilson       | Cariboo North                 | Libéral       |
|        | Walt Cobb            | Cariboo South                 | Libéral       |
|        | Barry Penner         | Chilliwack-Kent               | Libéral       |
|        | John Les             | Chilliwack-Sumas              | Libéral       |
|        | Wendy McMahon        | Columbia River-Revelstoke     | Libéral       |
|        | Stan Hagen           | Comox Valley                  | Libéral       |
|        | Richard Stewart      | Coquitlam-Maillardville       | Libéral       |
|        | Graham Bruce         | Cowichan-Ladysmith            | Libéral       |
|        | Reni Masi            | Delta North                   | Libéral       |
|        | Val Roddick          | Delta South                   | Libéral       |
|        | Bill Bennett         | East Kootenay                 | Libéral       |
|        | Arnie Hamilton       | Esquimalt-Metchosin           | Libéral       |
|        | Rich Coleman         | Fort Langley-Aldergrove       | Libéral       |
|        | Claude Richmond      | Kamloops                      | Libéral       |
|        | Kevin Krueger        | Kamloops-North Thompson       | Libéral       |
|        | John Weisbeck        | Kelowna-Lake Country          | Libéral       |
|        | Sindi Hawkins        | Kelowna-Mission               | Libéral       |
|        | Lynn Stephens        | Langley                       | Libéral       |
|        | Brian Kerr           | Malahat-Juan de Fuca          | Libéral       |
|        | Randy Hawes          | Maple Ridge-Mission           | Libéral       |
|        | Ken Stewart          | Maple Ridge-Pitt Meadows      | Libéral       |
|        | Mike Hunter          | Nanaimo                       | Libéral       |
|        | Judith Reid          | Nanaimo-Parksville            | Libéral       |
|        | Blair Suffredine     | Nelson-Creston                | Libéral       |
|        | Joyce Murray         | New Westminster               | Libéral       |
|        | Bill Belsey          | North Coast                   | Libéral       |
|        | Rod Visser           | North Island                  | Libéral       |
|        | Katherine Whittred   | North Vancouver-Lonsdale      | Libéral       |
|        | Daniel Jarvis        | North Vancouver-Seymour       | Libéral       |
|        | Ida Chong            | Oak Bay-Gordon Head           | Libéral       |
|        | Tom Christensen      | Okanagan-Vernon               | Libéral       |
|        | Rick Thorpe          | Okanagan-Westside             | Libéral       |
|        | Richard Neufeld      | Peace River North             | Libéral       |
|        | Blair Lekstrom       | Peace River South             | Libéral       |
|        | Bill Barisoff        | Penticton-Okanagan Valley     | Libéral       |
|        | Karn Manhas          | Port Coquitlam-Burke Mountain | Libéral       |
|        | Christy Clark        | Port Moody-Westwood           | Libéral       |
|        | Harold Long          | Powell River-Sunshine Coast   | Libéral       |
|        | Pat Bell             | Prince George North           | Libéral       |
|        | Shirley Bond         | Prince George-Mount Robson    | Libéral       |
|        | Paul Nettleton       | Prince George-Omineca         | Libéral       |
|        | Greg Halsey-Brandt   | Richmond Centre               | Libéral       |
|        | Linda Reid           | Richmond East                 | Libéral       |
|        | Geoff Plant          | Richmond-Steveston            | Libéral       |
|        | Murray Robert Coell  | Saanich North and the Islands | Libéral       |
|        | Susan Brice          | Saanich South                 | Libéral       |
|        | George Abbott        | Shuswap                       | Libéral       |
|        | Roger Harris         | Skeena                        | Libéral       |
|        | Kevin Falcon         | Surrey-Cloverdale             | Libéral       |
|        | Brenda Locke         | Surrey-Green Timbers          | Libéral       |
|        | Tony Bhullar         | Surrey-Newton                 | Libéral       |
|        | Gulzar Cheema        | Surrey-Panorama Ridge         | Libéral       |
|        | Dave Hayer           | Surrey-Tynehead               | Libéral       |
|        | Elayne Brenzinger    | Surrey-Whalley                | Libéral       |
|        | Gordon Hogg          | Surrey-White Rock             | Libéral       |
|        | Lorne Mayencourt     | Vancouver-Burrard             | Libéral       |
|        | Gary Farrell-Collins | Vancouver-Fairview            | Libéral       |
|        | Ken Johnston         | Vancouver-Fraserview          | Libéral       |
|        | Joy K. McPhail       | Vancouver-Hastings            | Néo-démocrate |
|        | Patrick Wong         | Vancouver-Kensington          | Libéral       |
|        | Rob Nijjar           | Vancouver-Kingsway            | Libéral       |
|        | Val J. Anderson      | Vancouver-Langara             | Libéral       |
|        | Jenny Kwan           | Vancouver-Mount Pleasant      | Néo-démocrate |
|        | Gordon Campbell      | Vancouver-Point Grey          | Libéral       |
|        | Colin Hansen         | Vancouver-Quilchena           | Libéral       |
|        | Jeff Bray            | Victoria-Beacon Hill          | Libéral       |
|        | Sheila Orr           | Victoria-Hillside             | Libéral       |
|        | Sandy Santori        | West Kootenay-Boundary        | Libéral       |
|        | Ralph Sultan         | West Vancouver-Capilano       | Libéral       |
|        | Ted Nebbeling        | West Vancouver-Garibaldi      | Libéral       |
|        | David Chutter        | Yale-Lillooet                 | Libéral       |

## Répartition des sièges

### À l'investiture
| **** | **** | **** | **** | **** | **** | **** | **** | **** | **** | * | **** | **** | **** | **** | **** | **** | **** | **** | **** | **** |      |
| **** | **** | **** | **** | **** | **** | **** | **** | **** | **** | * | **** | **** | **** | **** | **** | **** | **** | **** | **** | **** | **** |
| **** |      |      |      |      |      |      |      |      |      |   |      |      |      |      |      |      |      |      |      |      |      |
| **** |      |      |      |      |      |      |      |      |      |   |      |      |      |      |      |      |      |      |      |      |      |
| **** |      |      |      |      |      |      |      |      |      |   |      |      |      |      |      |      |      |      |      |      |      |
| **** | **** | **** | **** | **** | **** | **** | **** | **** | **** | * | **** | **** | **** | **** | **** | **** | **** | **** | **** | **** |      |
| **** | **** | **** | **** | **** | **** | **** | **** | **** | **** | * | **** | **** | **** | **** | **** | **** | **** | **** | **** | **** |      |

| Parti    | Parti         | Député(s) |
| -------- | ------------- | --------- |
|          | Libéral       | 77        |
|          | Néo-démocrate | 2         |
| Total    | Total         | 79        |
| Majorité | Majorité      | 75        |

### À la dissolution
| **** | **** | **** | **** | **** | **** | **** | **** | **** | **** | * | **** | **** | **** | **** | **** | **** | **** | **** | **** | **** |      |
| **** | **** | **** | **** | **** | **** | **** | **** | **** | **** | * | **** | **** | **** | **** | **** | **** | **** | **** | **** | **** | **** |
| **** |      |      |      |      |      |      |      |      |      |   |      |      |      |      |      |      |      |      |      |      |      |
| **** |      |      |      |      |      |      |      |      |      |   |      |      |      |      |      |      |      |      |      |      |      |
| **** |      |      |      |      |      |      |      |      |      |   |      |      |      |      |      |      |      |      |      |      |      |
| **** | **** | **** | **** | **** | **** | **** | **** | **** | **** | * | **** | **** | **** | **** | **** | **** | **** | **** | **** | **** |      |
| **** | **** | **** | **** | **** | **** | **** | **** | **** | **** | * | **** | **** | **** | **** | **** | **** | **** | **** | **** | **** |      |

| Parti    | Parti                     | Député(s) |
| -------- | ------------------------- | --------- |
|          | Libéral                   | 72        |
|          | Néo-démocrate             | 3         |
|          | Réforme démocratique (en) | 1         |
|          | Indépendant               | 1         |
|          | Vacant                    | 1         |
| Total    | Total                     | 79        |
| Majorité | Majorité                  | 65        |

## Élections partielles
Des élections partielles ont été tenues pour diverses autres raisons:
| Circonscription       | Député      | Parti   | Élection        | Motif                      |
| --------------------- | ----------- | ------- | --------------- | -------------------------- |
| Surrey-Panorama Ridge | Jagrup Brar | Libéral | 28 octobre 2004 | Démission de Gulzar Cheema |

## Démission(s)
- Gulzar Cheema, Libéral – Surrey-Panorama Ridge
- Gary Farrell-Collins, Libéral – Vancouver-Fairview
- Sandy Santori, Libéral – West Kootenay-Boundary